# Domenico Caloyera
Domínikos Kalogerás, außerhalb des griechischsprachigen Raums vor allem als Domenico Caloyera OP bekannt (* 15. Juli 1915 in Konstantinopel, Osmanisches Reich; † 7. August 2007), war ein griechischer römisch-katholischer Bischof.
Er trat bereits in jungen Jahren in das Dominikanerkloster seiner Geburtsstadt ein und empfing am 16. Juli 1936 die Priesterweihe. 1955 wurde er von Pius XII. zum Apostolischen Administrator des Apostolischen Exarchats Konstantinopel bestellt; 1976 trat er aus gesundheitlichen Gründen von diesem Amt zurück. 1978 wurde er von Johannes Paul II. zum Erzbischof von İzmir ernannt. Die Bischofsweihe spendete ihm Paul-Pierre Kardinal Philippe am 10. Februar 1979. 1983 wurde seinem Rücktrittsgesuch zugestimmt.
Er war Dekan der Kanoniker des Kapitels Liberianum an der Patriarchalbasilika Santa Maria Maggiore.